# Павлуха (фільм)
«Павлуха» (рос. «Павлуха») — російський радянський художній фільм 1962 року, режисерів Георгія Щукіна і Семена Туманова.

## Сюжет
Дванадцятирічний Павлуха живе в рибальському радгоспі разом з матір'ю. Батько давно покинув сім'ю, в якій, крім Павлухі, ще двоє дітей. Щоб якось допомогти матері, хлопчик вирушає в місто на заробітки.

## У ролях
- Коля Козлов — Павлуха
- Раїса Куркіна — Зіна
- Микола Лебедєв — Роман
- Надія Румянцева — Льоля
- Володимир Соловйов — дядько Яків
- Володимир Гусєв — Льоха
- Нонна Мордюкова — Наталя
- Борис Новиков — Фертов
- Іван Рижов — Чуркін
- Володимир Семенов — Вітя
- Віктор Хохряков — Казарян
- Валентина Ананьїна — кранівниця
- Любов Калюжна
- Ю. Локтіонов
- Б. Пурбуев
- Олена Руденко — Таня
- Вітя Солодовников — Костька
- Вова Солодовников — Васька
- Олександра Данилова — епізод
- Микола Хрящиков — літній бригадир
- Олександр Ширшов — епізод
- Сергій Юртайкин — Туманов